# Сиину
Сиину (от буквы «S» из тана-мальдивского алфавита. (мальд. އައްޑުއަތޮޅު)) — атолл в архипелаге Мальдив.
Официальное название в соответствии с административным делением Мальдив — Атолл Адду. Вместе с островом Фувамула, атолла Гнавийани, расположенным в 30 км к северу от атолла Адду, образуют Южную провинцию Мальдивских островов. Атолл Адду находится примерно в 478 км к югу от Мале. Из 23 островов обитаемых — 6 (Meedhoo, Hithadhoo, Maradhoo, Feydhoo, Gan, Hulhudhoo).
Крупнейшие острова:
- Хитаду (Hithadhoo) — 3,6112 км²,
- Ган (Gan) — 2,2561 км²,
- Мидху (Meedhoo) — 2,0495 км².